# Christian Benavides
Christian Ernesto Benavides Gastello (Lima, 20 de noviembre de 1973-Lima, 8 de febrero de 2010) fue un actor cómico, cantante y productor televisivo peruano. Era el hermano menor de los cómicos Alfredo y Jorge Benavides.

## Carrera
Christian destacó desde muy joven formando parte del elenco de JB Noticias protagonizado por su hermano Jorge luego de su salida de Risas y salsa. El elenco estuvo formado por Carlos Vílchez, Lucy Cabrera, Hugo Loza (hermano del comediante Tulio Loza), Rubén Ferrando (hijo del animador Augusto Ferrando), entre otros. Después del exitoso programa, acompañó al mismo elenco en el siguiente programa de su hermano, La Paisana Jacinta, spin-off de JB Noticias realizado de 1999 a 2002, que también tuvo éxito aunque también críticas.
En 2004, participó en Los Inimitables, protagonizado por su hermano Jorge y Carlos Álvarez, que luego se transformaría en El especial del humor, de cuya producción Christian se encargó. Aunque él se encargó principalmente de la producción del programa y de proveer improvisadas y particulares risas por cada momento considerado gracioso, también tuvo apariciones ocasionales, una de las más cómicas en la que le tocaba imitar a un periodista de la cadena Caracol Televisión de Colombia en el sketch de la conferencia de prensa de Autuori, Pizarro y "El Chorri". En 2005, también actuó en la segunda temporada de La Paisana Jacinta.
En el Especial del Humor, además de hacer de periodista de la cadena Caracol, también hizo algunas imitaciones, como el baterista de JAS (no "Jotache", parodiado por Walter "Cachito" Ramírez, a quien se le puso en los teclados) y el cantante Pedro Suárez-Vértiz.

## Muerte
Por mediados de 2009, mientras todavía se encargaba de la producción de El especial del humor, a Christian le detectaron un cáncer en estado II al estómago, desarrollado en el abdomen, que va debilitando su salud. A consecuencia de la enfermedad, murió la noche del 8 de febrero de 2010, a la edad de 36 años. Su deceso lamentó a sus hermanos, y también a los que trabajaron con él. Sus restos fueron enterrados en el cementerio Campo Fe de Huachipa, en presencia de sus familiares, amigos y otros.

## Vida personal
Había sido pareja de Mariella Zanetti, con quien trabajó en La Paisana Jacinta y era exesposo de Inés de la Cruz. También se dedicó a la música, habiendo sido cantante de un grupo llamado La Sombra.